# Hideo Yoshizawa
Hideo Yoshizawa (født 10. april 1972) er en tidligere japansk fodboldspiller og træner.
Han har spillet for flere forskellige klubber i sin karriere, herunder Honda FC.
Han har tidligere trænet Gainare Tottori.